# Ceny Sdružení filmových a televizních herců za nejlepší mužský herecký výkon v seriálu (komedie)

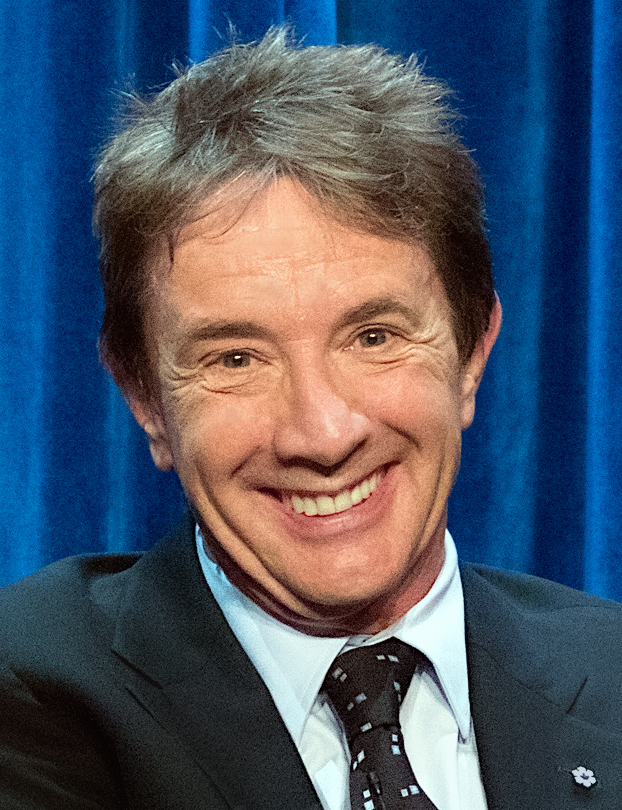
Martin Short, aktuální držitel ocenění

Ceny Sdružení filmových a televizních herců za nejlepší mužský herecký výkon v seriálu (komedie) každoročně uděluje Americký odborový svaz herců a televizních a rozhlasových umělců (SAG-AFTRA).

## Vítězové a nominovaní

### 1994–1999
| Rok       | Vítězové a nominovaní | Seriál                       | Role            |
| --------- | --------------------- | ---------------------------- | --------------- |
| 1994 (1.) | Jason Alexander       | Show Jerryho Seinfelda       | George Costanza |
| 1994 (1.) | John Goodman          | Roseanne                     | Dan Conner      |
| 1994 (1.) | Kelsey Grammer        | Frasier                      | Frasier Crane   |
| 1994 (1.) | David Hyde Pierce     | Frasier                      | Niles Crane     |
| 1994 (1.) | Paul Reiser           | Jsem do tebe blázen          | Paul Buchman    |
| 1995 (2.) | David Hyde Pierce     | Frasier                      | Niles Crane     |
| 1995 (2.) | Jason Alexander       | Show Jerryho Seinfelda       | George Costanza |
| 1995 (2.) | Kelsey Grammer        | Frasier                      | Frasier Crane   |
| 1995 (2.) | Paul Reiser           | Jsem do tebe blázen          | Paul Buchman    |
| 1995 (2.) | Michael Richards      | Show Jerryho Seinfelda       | Cosmo Kramer    |
| 1996 (3.) | John Lithgow          | Takoví normální mimozemšťané | Dick Solomon    |
| 1996 (3.) | Jason Alexander       | Show Jerryho Seinfelda       | George Costanza |
| 1996 (3.) | Kelsey Grammer        | Frasier                      | Frasier Crane   |
| 1996 (3.) | David Hyde Pierce     | Frasier                      | Niles Crane     |
| 1996 (3.) | Michael Richards      | Show Jerryho Seinfelda       | Cosmo Kramer    |
| 1997 (4.) | John Lithgow          | Takoví normální mimozemšťané | Dick Solomon    |
| 1997 (4.) | Jason Alexander       | Show Jerryho Seinfelda       | George Costanza |
| 1997 (4.) | Kelsey Grammer        | Frasier                      | Frasier Crane   |
| 1997 (4.) | David Hyde Pierce     | Frasier                      | Niles Crane     |
| 1997 (4.) | Michael Richards      | Show Jerryho Seinfelda       | Cosmo Kramer    |
| 1998 (5.) | Michael J. Fox        | Všichni starostovi muži      | Mike Flaherty   |
| 1998 (5.) | Jason Alexander       | Show Jerryho Seinfelda       | George Costanza |
| 1998 (5.) | Kelsey Grammer        | Frasier                      | Frasier Crane   |
| 1998 (5.) | Peter MacNicol        | Ally McBealová               | John Cage       |
| 1998 (5.) | David Hyde Pierce     | Frasier                      | Niles Crane     |
| 1999 (6.) | Michael J. Fox        | Všichni starostovi muži      | Mike Flaherty   |
| 1999 (6.) | Kelsey Grammer        | Frasier                      | Frasier Crane   |
| 1999 (6.) | Peter MacNicol        | Ally McBealová               | John Cage       |
| 1999 (6.) | David Hyde Pierce     | Frasier                      | Niles Crane     |
| 1999 (6.) | Ray Romano            | Raymonda má každý rád        | Ray Barone      |

### 2000–2009
| Rok        | Vítězové a nominovaní | Seriál                | Role              |
| ---------- | --------------------- | --------------------- | ----------------- |
| 2000 (7.)  | Robert Downey Jr.     | Ally McBealová        | Larry Paul        |
| 2000 (7.)  | Kelsey Grammer        | Frasier               | Frasier Crane     |
| 2000 (7.)  | Sean Hayes            | Will a Grace          | Jack McFarland    |
| 2000 (7.)  | Peter MacNicol        | Ally McBealová        | John Cage         |
| 2000 (7.)  | David Hyde Pierce     | Frasier               | Niles Crane       |
| 2001 (8.)  | Sean Hayes            | Will a Grace          | Jack McFarland    |
| 2001 (8.)  | Peter Boyle           | Raymonda má každý rád | Frank Barone      |
| 2001 (8.)  | Kelsey Grammer        | Frasier               | Frasier Crane     |
| 2001 (8.)  | David Hyde Pierce     | Frasier               | Niles Crane       |
| 2001 (8.)  | Ray Romano            | Raymonda má každý rád | Ray Barone        |
| 2002 (9.)  | Sean Hayes            | Will a Grace          | Jack McFarland    |
| 2002 (9.)  | Matt LeBlanc          | Přátelé               | Joey Tribbiani    |
| 2002 (9.)  | Bernie Mac            | The Bernie Mac Show   | Bernie McCullough |
| 2002 (9.)  | Ray Romano            | Raymonda má každý rád | Ray Barone        |
| 2002 (9.)  | Tony Shalhoub         | Můj přítel Monk       | Adrian Monk       |
| 2003 (10.) | Tony Shalhoub         | Můj přítel Monk       | Adrian Monk       |
| 2003 (10.) | Peter Boyle           | Raymonda má každý rád | Frank Barone      |
| 2003 (10.) | Brad Garrett          | Raymonda má každý rád | Robert Barone     |
| 2003 (10.) | Sean Hayes            | Will a Grace          | Jack McFarland    |
| 2003 (10.) | Ray Romano            | Raymonda má každý rád | Ray Barone        |
| 2004 (11.) | Tony Shalhoub         | Můj přítel Monk       | Adrian Monk       |
| 2004 (11.) | Jason Bateman         | Arrested Development  | Michael Bluth     |
| 2004 (11.) | Sean Hayes            | Will a Grace          | Jack McFarland    |
| 2004 (11.) | Ray Romano            | Raymonda má každý rád | Ray Barone        |
| 2004 (11.) | Charlie Sheen         | Dva a půl chlapa      | Charlie Harper    |
| 2005 (12.) | Sean Hayes            | Will a Grace          | Jack McFarland    |
| 2005 (12.) | Larry David           | Larry, kroť se        | Sám sebe          |
| 2005 (12.) | Jason Lee             | Jmenuju se Earl       | Earl Hickey       |
| 2005 (12.) | William Shatner       | Kauzy z Bostonu       | Denny Crane       |
| 2005 (12.) | James Spader          | Kauzy z Bostonu       | Alan Shore        |
| 2006 (13.) | Alec Baldwin          | Studio 30 Rock        | Jack Donaghy      |
| 2006 (13.) | Steve Carell          | Kancl                 | Michael Scott     |
| 2006 (13.) | Jason Lee             | Jmenuju se Earl       | Earl Hickey       |
| 2006 (13.) | Jeremy Piven          | Vincentův svět        | Ari Gold          |
| 2006 (13.) | Tony Shalhoub         | Můj přítel Monk       | Adrian Monk       |
| 2007 (14.) | Alec Baldwin          | Studio 30 Rock        | Jack Donaghy      |
| 2007 (14.) | Steve Carell          | Kancl                 | Michael Scott     |
| 2007 (14.) | Ricky Gervais         | Komparz               | Andy Millman      |
| 2007 (14.) | Jeremy Piven          | Vincentův svět        | Ari Gold          |
| 2007 (14.) | Tony Shalhoub         | Můj přítel Monk       | Adrian Monk       |
| 2008 (15.) | Alec Baldwin          | Studio 30 Rock        | Jack Donaghy      |
| 2008 (15.) | Steve Carell          | Kancl                 | Michael Scott     |
| 2008 (15.) | David Duchovny        | Californication       | Hank Moody        |
| 2008 (15.) | Jeremy Piven          | Vincentův svět        | Ari Gold          |
| 2008 (15.) | Tony Shalhoub         | Můj přítel Monk       | Adrian Monk       |
| 2009 (16.) | Alec Baldwin          | Studio 30 Rock        | Jack Donaghy      |
| 2009 (16.) | Steve Carell          | Kancl                 | Michael Scott     |
| 2009 (16.) | Larry David           | Larry, kroť se        | Sám sebe          |
| 2009 (16.) | Tony Shalhoub         | Můj přítel Monk       | Adrian Monk       |
| 2009 (16.) | Charlie Sheen         | Dva a půl chlapa      | Charlie Harper    |

### 2010–2019
| Rok        | Vítězové a nominovaní | Seriál                         | Role                       |
| ---------- | --------------------- | ------------------------------ | -------------------------- |
| 2010 (17.) | Alec Baldwin          | Studio 30 Rock                 | Jack Donaghy               |
| 2010 (17.) | Ty Burrell            | Taková moderní rodinka         | Phil Dunphy                |
| 2010 (17.) | Steve Carell          | Kancl                          | Michael Scott              |
| 2010 (17.) | Chris Colfer          | Glee                           | Kurt Hummel                |
| 2010 (17.) | Ed O'Neill            | Taková moderní rodinka         | Jay Pritchett              |
| 2011 (18.) | Alec Baldwin          | Studio 30 Rock                 | Jack Donaghy               |
| 2011 (18.) | Ty Burrell            | Taková moderní rodinka         | Phil Dunphy                |
| 2011 (18.) | Steve Carell          | Kancl                          | Michael Scott              |
| 2011 (18.) | Jon Cryer             | Dva a půl chlapa               | Alan Harper                |
| 2011 (18.) | Eric Stonestreet      | Taková moderní rodinka         | Cameron Tucker             |
| 2012 (19.) | Alec Baldwin          | Studio 30 Rock                 | Jack Donaghy               |
| 2012 (19.) | Ty Burrell            | Taková moderní rodinka         | Phil Dunphy                |
| 2012 (19.) | Louis C.K.            | Rozvedený se závazky           | Louie                      |
| 2012 (19.) | Jim Parsons           | Teorie velkého třesku          | Dr. Sheldon Cooper         |
| 2012 (19.) | Eric Stonestreet      | Taková moderní rodinka         | Cameron Tucker             |
| 2013 (20.) | Ty Burrell            | Taková moderní rodinka         | Phil Dunphy                |
| 2013 (20.) | Alec Baldwin          | Studio 30 Rock                 | Jack Donaghy               |
| 2013 (20.) | Jason Bateman         | Arrested Development           | Michael Bluth              |
| 2013 (20.) | Don Cheadle           | Profesionální lháři            | Marty Kaan                 |
| 2013 (20.) | Jim Parsons           | Teorie velkého třesku          | Dr. Sheldon Cooper         |
| 2014 (21.) | William H. Macy       | Shameless                      | Frank Gallagher            |
| 2014 (21.) | Ty Burrell            | Taková moderní rodinka         | Phil Dunphy                |
| 2014 (21.) | Louis C.K.            | Rozvedený se závazky           | Louie                      |
| 2014 (21.) | Jim Parsons           | Teorie velkého třesku          | Dr. Sheldon Cooper         |
| 2014 (21.) | Eric Stonestreet      | Taková moderní rodinka         | Cameron Tucker             |
| 2015 (22.) | Jeffrey Tambor        | Transparent                    | Maura Pfefferman           |
| 2015 (22.) | Ty Burrell            | Taková moderní rodinka         | Phil Dunphy                |
| 2015 (22.) | Louis C.K.            | Louie                          | Louie                      |
| 2015 (22.) | William H. Macy       | Shameless                      | Frank Gallagher            |
| 2015 (22.) | Jim Parsons           | Teorie velkého třesku          | Dr. Sheldon Cooper         |
| 2016 (23.) | William H. Macy       | Shameless                      | Frank Gallagher            |
| 2016 (23.) | Anthony Anderson      | Black-ish                      | Andre „Dre“ Johnson starší |
| 2016 (23.) | Tituss Burgess        | Nezdolná Kimmy Schmidt         | Titus Andromedon           |
| 2016 (23.) | Ty Burrell            | Taková moderní rodinka         | Phil Dunphy                |
| 2016 (23.) | Jeffrey Tambor        | Transparent                    | Maura Pfefferman           |
| 2017 (24.) | William H. Macy       | Shameless                      | Frank Gallagher            |
| 2017 (24.) | Anthony Anderson      | Black-ish                      | Andre „Dre“ Johnson starší |
| 2017 (24.) | Aziz Ansari           | Mistr amatér                   | Dev Shah                   |
| 2017 (24.) | Sean Hayes            | Will a Grace                   | Jack McFarland             |
| 2017 (24.) | Larry David           | Larry, kroť se                 | Sám sebe                   |
| 2017 (24.) | Marc Maron            | GLOW: Nádherné ženy wrestlingu | Sam Sylvia                 |
| 2018 (25.) | Tony Shalhoub         | Úžasná paní Maiselová          | Abe Weissman               |
| 2018 (25.) | Michael Douglas       | Kominského metoda              | Sandy Kominsky             |
| 2018 (25.) | Alan Arkin            | Kominského metoda              | Norman Newlander           |
| 2018 (25.) | Bill Hader            | Barry                          | Barry Berkman/Barry Block  |
| 2018 (25.) | Henry Winkler         | Barry                          | Gene Cousineau             |
| 2019 (26.) | Tony Shalhoub         | Úžasná paní Maiselová          | Abe Weissman               |
| 2019 (26.) | Michael Douglas       | Kominského metoda              | Sandy Kominsky             |
| 2019 (26.) | Alan Arkin            | Kominského metoda              | Norman Newlander           |
| 2019 (26.) | Bill Hader            | Barry                          | Barry Berkman/Barry Block  |
| 2019 (26.) | Andrew Scott          | Potvora                        | Kněz                       |

### 2020–2029
| Rok        | Vítězové a nominovaní | Seriál                  | Role                        |
| ---------- | --------------------- | ----------------------- | --------------------------- |
| 2020 (27.) | Jason Sudeikis        | Ted Lasso               | Ted Lasso                   |
| 2020 (27.) | Nicholas Hoult        | Veliká                  | Petr III. Ruský             |
| 2020 (27.) | Dan Levy              | Městečko Schitt's Creek | David Rose                  |
| 2020 (27.) | Eugene Levy           | Městečko Schitt's Creek | Johnny Rose                 |
| 2020 (27.) | Ramy Youssef          | Ramy                    | Ramy Hassan                 |
| 2021 (28.) | Jason Sudeikis        | Ted Lasso               | Ted Lasso                   |
| 2021 (28.) | Michael Douglas       | Kominského metoda       | Sandy Kominsky              |
| 2021 (28.) | Brett Goldstein       | Ted Lasso               | Roy Kent                    |
| 2021 (28.) | Steve Martin          | Jen vraždy v budově     | Charles Haden-Savage        |
| 2021 (28.) | Martin Short          | Jen vraždy v budově     | Oliver Putnam               |
| 2022 (29.) | Jeremy Allen White    | Medvěd                  | Carmen „Carmy“ Berzatto     |
| 2022 (29.) | Anthony Carrigan      | Barry                   | NoHo Hank                   |
| 2022 (29.) | Bill Hader            | Barry                   | Barry Berkman/Barry Block   |
| 2022 (29.) | Steve Martin          | Jen vraždy v budově     | Charles Haden-Savage        |
| 2022 (29.) | Martin Short          | Jen vraždy v budově     | Oliver Putnam               |
| 2023 (30.) | Jeremy Allen White    | Medvěd                  | Carmen „Carmy“ Berzatto     |
| 2023 (30.) | Brett Goldstein       | Ted Lasso               | Roy Kent                    |
| 2023 (30.) | Bill Hader            | Barry                   | Barry Berkman/Barry Block   |
| 2023 (30.) | Ebon Moss-Bachrach    | Medvěd                  | Richard „Richie“ Jerimovich |
| 2023 (30.) | Jason Sudeikis        | Ted Lasso               | Ted Lasso                   |
| 2024 (31.) | Martin Short          | Jen vraždy v budově     | Oliver Putnam               |
| 2024 (31.) | Adam Brody            | Tohle nikdo nechce      | Noah Roklov                 |
| 2024 (31.) | Ted Danson            | Stařík v utajení        | Charles Nieuwendyk          |
| 2024 (31.) | Harrison Ford         | Terapie pravdou         | Dr. Paul Rhoades            |
| 2024 (31.) | Jeremy Allen White    | Medvěd                  | Carmen „Carmy“ Berzatto     |

## Herci s více vítězstvími
| 7 vítězství - Alec Baldwin (v řadě) 4 vítězství - Tony Shalhoub (dvakrát dvě v řadě) 3 vítězství - Sean Hayes (dvě v řadě) - William H. Macy (dvě v řadě) | 2 vítězství - Michael J. Fox (v řadě) - John Lithgow (v řadě) - Jason Sudeikis (v řadě) - Jeremy Allen White (v řadě) |